# Kostel Jana Křtitele Na Prádle
Kostel Jana Křtitele Na Prádle je románsko-gotický kostel poprvé zmiňovaný roku 1142 v jižní části Malé Strany v Praze 1, v klínu Říční a Všehrdovy ulice, nedaleko Čertovky a ostrova Kampa. Kostel je chráněn jako kulturní památka České republiky. Název  upomíná na to, že kostel po zrušení sloužil jako prádelna. Dnes slouží jako farní kostel Církve československé husitské.

## Historie

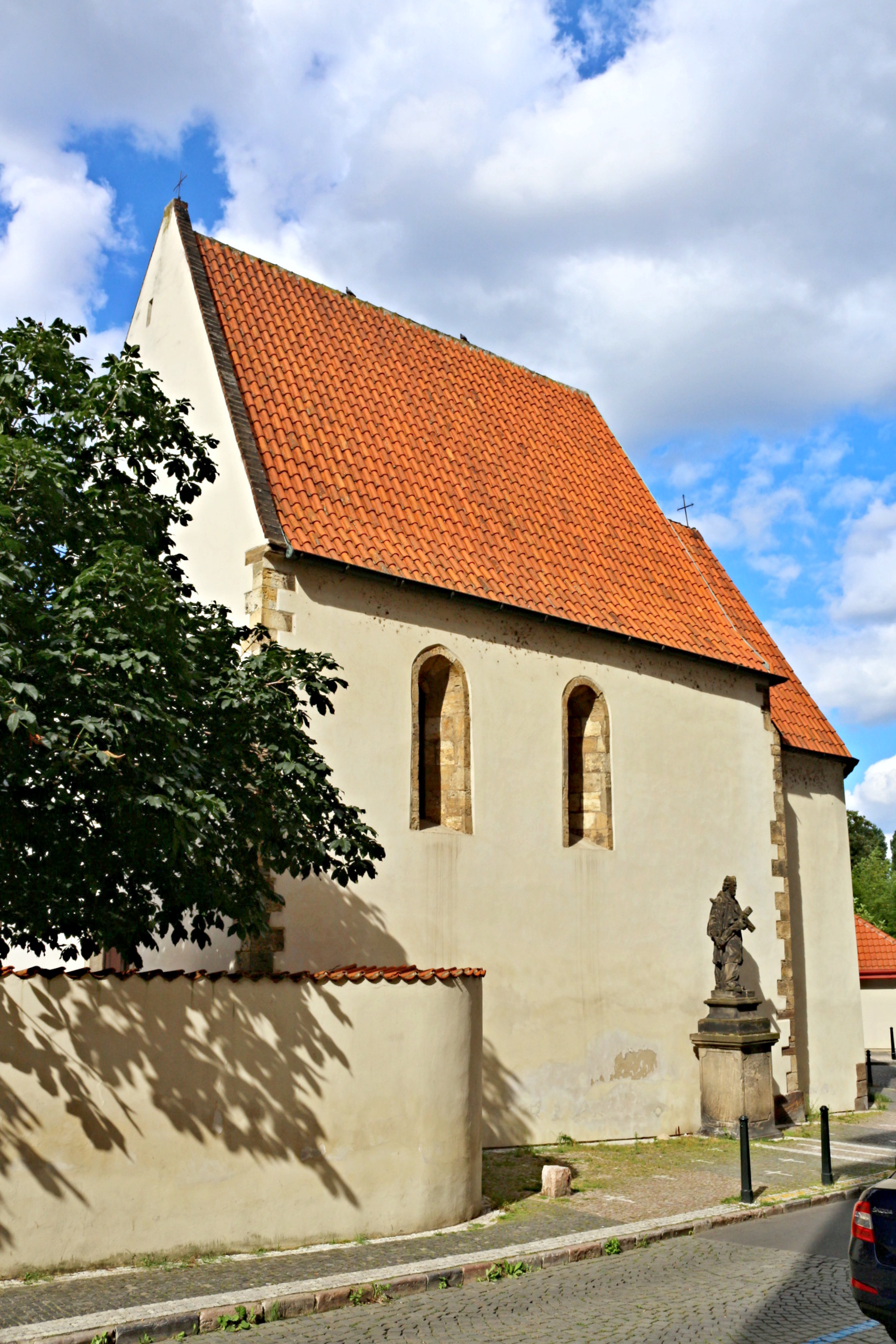
Kostel sv. Jana Křtitele Na Prádle

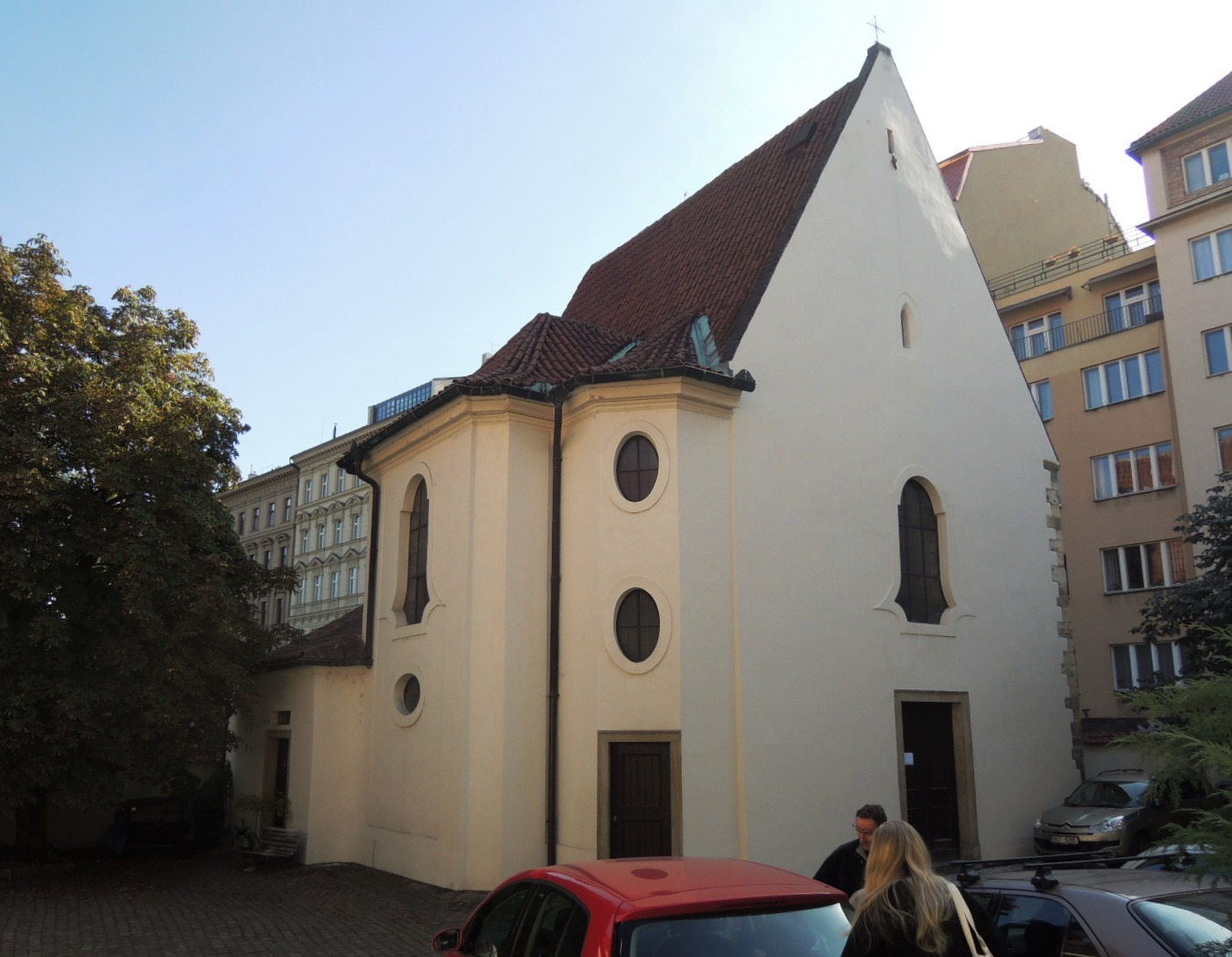
Kostel od SZ (ze dvora)

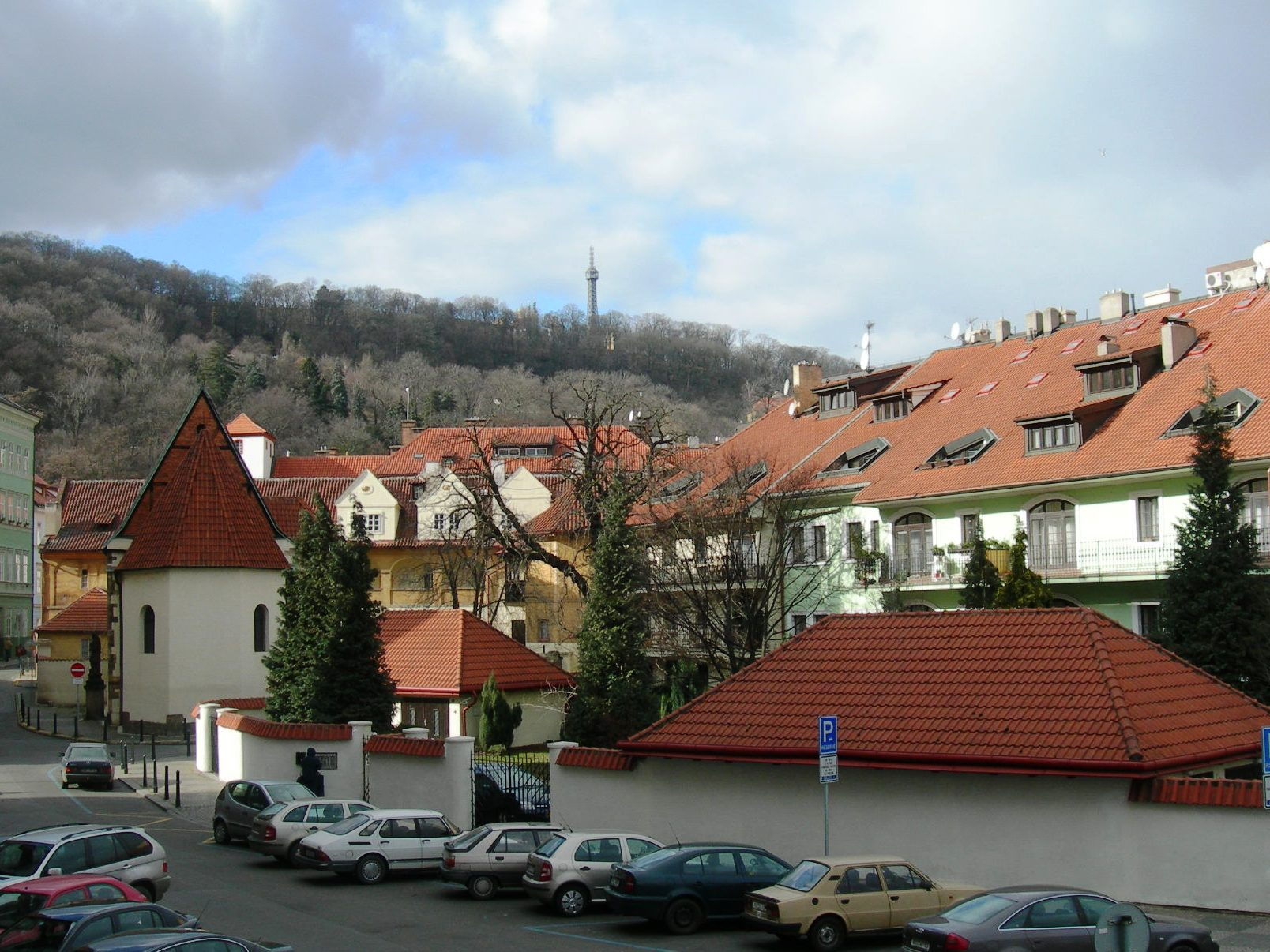
Kostel s okolím

Kostela v tehdejší vsi Újezd se zřejmě týká zmínka v přípisku k textu Kanovníka vyšehradského o roce 1142, že se ke kostelu sv. Jana Křtitele pod horou Petřín uchýlily benediktinky od sv. Jiří při obléhání Pražského hradu Konrádem II. Znojemským po vyhrané bitvě u Vysoké. 
Stávající kostel vznikl kolem roku 1240, kdy byla v románském slohu postavena dnešní loď. Před rokem 1300 se stal farním a byl přistavěn gotický presbytář. V letech 1641–1644 proběhla renesanční úprava interiéru a kolem roku 1700 byl barokně přestavěn, snad Kiliánem Ignácem Dientzenhoferem (oratoř, schodiště, okna v severní stěně).
Za josefinských reforem roku 1784 byl zrušen a prodán. Poté byl využíván jako prádelna a čistírna koberců, odtud jeho název, a jako skladiště. V roce 1935 byl charakterizován jako „dnes zpustlý“. V letech 1935–1939 byl adaptován pro potřeby Církve československé, která jej dodnes užívá. Při velkých povodních v roce 2002 byla zaplavena Kampa a část Malé Strany a poškozený kostel bylo nutné opravit.

## Popis
Kostel je několikrát přestavovaná prostá orientovaná jednolodní románská a raně gotická stavba bez věže. Obdélná loď je na západě ukončena vysokým strmým gotickým štítem, kostel má původní gotický krov. K severní stěně přiléhá barokní oratoř a schodiště. V jižní stěně jsou dvě románská okna. Nižší gotický pětiboký presbytář, oddělený od lodi obloukem, je sklenut valenou klenbou, v jižní stěně je gotické sedile se dvěma postavami jeptišek. Na jižní stěně lodi jsou zbytky fresek (kolem 1350). U kostela býval hřbitov, který zanikl a připomínají ho jen křížky v dlažbě okolního chodníku.

## Socha Jana Nepomuckého

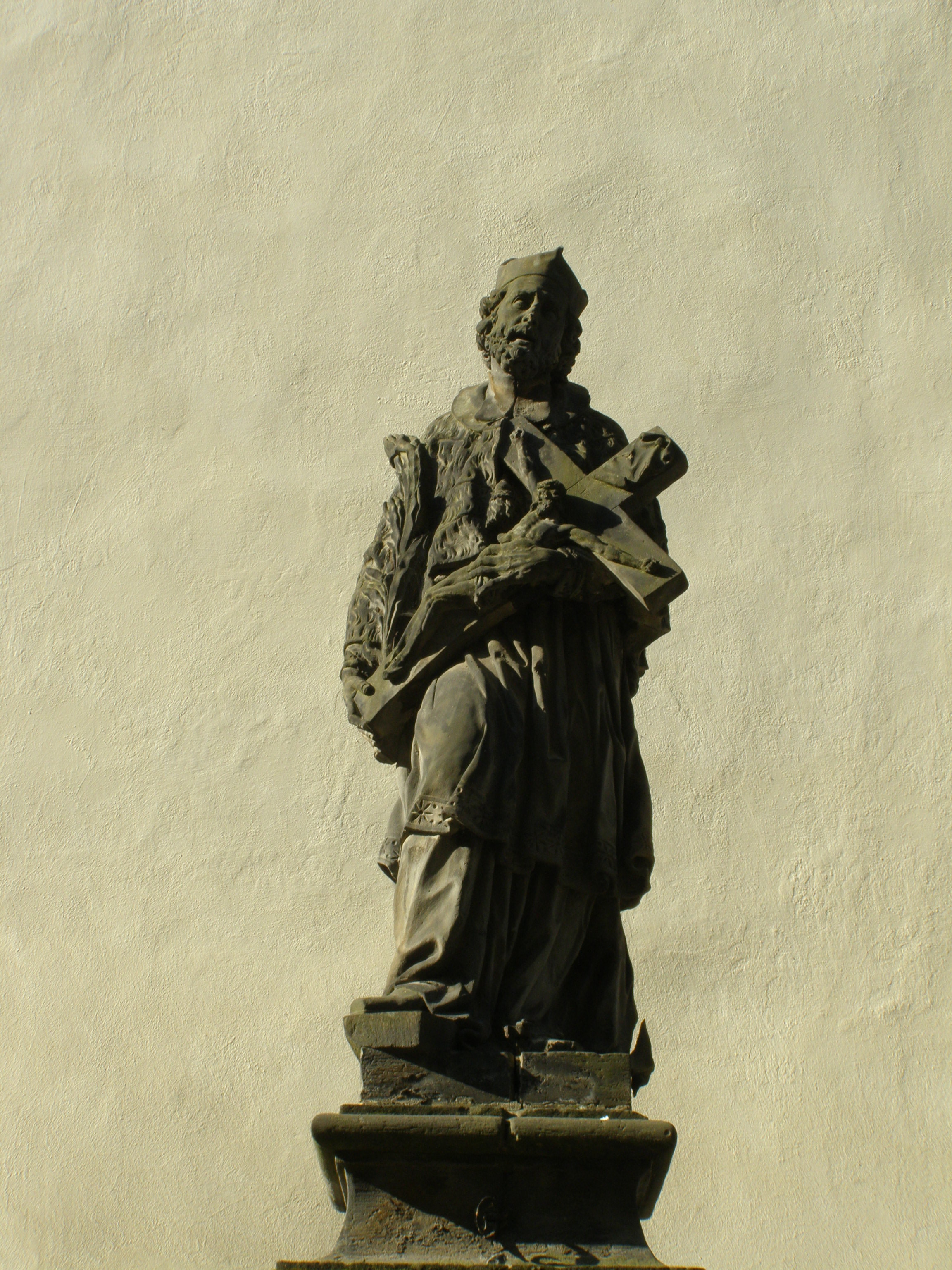
Socha Jana Nepomuckého

Před kostelem je socha sv. Jana Nepomuckého (tedy jiného světce než je patrocinium kostela), která sem byla přenesena v roce 1938. Původně stála na Karlově náměstí v monumentálním výklenku (edikule) uprostřed zdi vedle domu U Šálků na rohu Resslovy ulice (oboje zbořeno, dnes Charles Square Center), kde se o svatojánském svátku shromažďovali lidé k pobožnosti. Autorem sochy z roku 1715, vytvořené po vzoru sochy na Karlově mostě, je Michal Josef Brokoff nebo jeho slavnější bratr Ferdinand Maxmilián.

## Špitál
S kostelem Jana Křtitele souvisí také nedaleká budova malostranského obecního špitálu. Ten vznikl pravděpodobně v 16. století a existoval do roku 1784, kdy byl špitál zrušen a budovy i s kostelem a pozemky prodány soukromé osobě. V jednom ze starších domů na místě špitálu, zvaném Dachovský, bydlel krátce před svou smrtí v roce 1520 Viktorin Kornel ze Všehrd.